# Бакстер, Клив
Грувер Кливлэнд «Клив» Бакстер мл. (англ. Grover Cleveland «Cleve» Backster, Jr.; 27 февраля 1924 — 24 июня 2013) — полиграфолог, работал в ЦРУ США, автор непризнанной гипотезы о перцепции растений.

## Биография
Клив Бакстер родился 27 февраля 1924 года, в Лафайетте, штат Нью-Джерси, США.
Карьера Бакстера началась с работы в ЦРУ специалистом по криминалистике, он был главой Исследовательского комитета Академии криминалистических наук. Работал экспертом-полиграфологом. Основал частную школу полиграфологов — Школу детекции лжи Бакстера в Сан-Диего, Калифорния.
Написал книгу «Первичная перцепция — биокоммуникации с растениями, продуктами, и клетками человека», в которой описал свой 36-летний труд и исследования, книга была опубликована в 2003 году. Умер 24 июня 2013 года после продолжительной болезни.

## Роль в полиграфе
В 1948 году Клив Бакстер окончил Школу полиграфологов Леонарда Килера. С помощью Бакстера для оценки полиграмм был введён объективный обсчёт, было введено понятие «сравнительный вопрос», разработаны собственные техники сравнения зон.

## Первичная перцепция
Изучение растений Бакстером началось в 1960-е годы. Он стал первым, кто всерьёз задался вопросом исследования первичной перцепции (восприятия) у растений.
В феврале 1966 года Бакстер проводил эксперимент с драценой при помощи датчика полиграфа (детектора лжи) кожно-гальванической реакции — он использовал для записи реакций электроды КГР в тот момент, когда растению причиняли или хотели причинить вред. В результате, согласно Бакстеру, были записаны изменения реакций аналогичные реакциям человека, после чего исследователь провёл множество опытов с растениями — каждый раз датчики якобы фиксировали изменения реакций растения.
Бакстер сделал вывод, что растения реагируют на эмоциональное состояние человека, его желания и действия, на гибель животных и других растений.
В конце 1960-х годов в одном из американских научно-популярных журналов появилась в авторстве Бакстера статья «Доказательство первичного сознания у растений». Клив Бакстер утверждал, будто открыл способность растений улавливать эмоции и мысли людей.
Большинство ученых посчитало подобную гипотезу ненаучной, попытки повторить эксперименты Бакстера были безуспешными. Гипотеза Бакстера была поддержана В. Н. Пушкиным из Института общей и педагогической психологии.